# Мерфи, Эрин
Эрин Маргарет Мерфи (англ. Erin Margaret Murphy, род. 17 июня 1964 года) — американская актриса кино и телевидения.

## Биография

### «Моя жена меня приворожила»
Эрин известна по роли Табиты Стивенс в телесериале 1964—1972 годов «Моя жена меня приворожила». Сначала разделяла роль со своей сестрой-близняшкой (в соответствии с распространённой в США практикой приглашения детей-близнецов на одну роль, позволяющей преодолеть законодательные ограничения на продолжительность съёмочного дня для ребёнка), но уже в 1968 году её талант одержал верх и она полноправно снималась одна. После закрытия телесериала Эрин приглашали участвовать более чем в 80 рекламных роликах, где она рекламировала товары для детей: надувные игрушки, детские шампуни и многое другое. Параллельно она появлялась в эпизодах сериала «Лесси». Училась в старшей школе «Эль-Торо» (en:El Toro High School), где увлекалась также чирлидингом.

### Зрелые годы
Уже в более зрелые годы Эрин поняла, что хочет стать стилистом. Она работала на съёмочных площадках и гримировала звёзд, также она шила им костюмы. Чуть позже пробовала себя в качестве ассистента режиссёра. Вскоре она становится корреспондентом и телеведущей на каналах: «E!», «TV Land», «Fox Reality Channel» и других, ведущей прямого эфира на радио. А также — на коммерческих телеканалах ведёт продажу в многочисленных «телемагазинах». В коммерческой телевизионной и интернет-сети компании Уолта Диснея «Family.com» Эрин Мерфи стала ведущей рекламного проекта для родителей «Parentpedia». Помимо этого, Мерфи принимала участие во многочисленных ток-шоу, реалити-шоу и игровых телешоу — например, в «Чемпионате знаменитостей по реслингу» Халка Хогана на телеканале «Country Music Television», где сражалась с другими «звёздами» на ринге, или в конкурсе собаководов «Groomer Has It» на «Animal Planet» со своим внушительным псом-леонбергером.
Сейчас она по большей части реализует себя в сфере моды. Её модели появляются во множестве популярных журналов. Эрин занимается благотворительностью и призывает всех жертвовать хотя бы немного денег на помощь бедным и больным, известна своим неравнодушием к проблемам больных аутизмом (этот недуг коснулся и одного из её сыновей).
В 2005 году Эрин Мерфи помогала создавать фильм «Колдунья» (ремейк телесериала «Моя жена меня приворожила») Норе Эфрон.

### Личная жизнь
Эрин Мерфи была замужем три раза. С 1984 по 1989 год за Терри Роджерсом, от этого брака у Мерфи двое детей. С 1993 по 1998 год она была замужем за Эриком Эденом, от этого брака у неё один ребёнок. В 1998 году она вышла замуж за Даррена Дункеля, от этого брака у них трое детей. Сейчас семья живёт в Белл-Каньоне, Калифорния, с шестью сыновьями.